# Neugersdorf
Neugersdorf (alt sòrab: Nowe Jěžercy) és un municipi alemany que pertany a l'estat de Saxònia. Està situat a la frontera amb la República Txeca, 4 km al sud d'Ebersbach (Saxònia) i 17 km al nord-oest de Zittau.

## Evolució demogràfica
| Any  | Població |
| 1834 | 2325     |
| 1871 | 3562     |
| 1890 | 4972     |
| 1910 | 11595    |
| 1925 | 11165    |
| 1939 | 11026    |
| 1946 | 12526    |
| 1950 | 13313    |
| 1964 | 11970    |
| 1990 | 7725     |
| 2000 | 6660     |
| 2007 | 6163     |